# Drumshanbo
Drumshanbo (en irlandès Droim Seanbhó o "carena de les velles cabanes") és una vila de la República d'Irlanda, al Comtat de Leitrim. Està situada a l'extrem inferior de Llac Allen, el tercer llac més gran en el Shannon. Des d'ella es pot veure Sliabh Iarainn, la muntanya de ferro, que es troba a uns 585 metres d'altura, amb una història d'extracció de ferro de més de tres-cents anys.

## Personatges
- Charlie McGettigan, cantant
- Sean Mulvey, jugador de futbol gaèlic.

## Agermanaments
- Lokireg